# Meghalt a cselszövő
A Meghalt a cselszövő kezdetű dalt a kórus énekli Erkel Ferenc Hunyadi László című operájában, miután V. László király (látszólag) megbocsátott gyámja, Cillei Ulrik megöléséért. Ez a dal az I. felvonás fináléja.

## Történelmi háttér

### Előzmények
Zsigmond király 1437-es halála után egy korábban kötött szerződés értelmében I. Albert Habsburg herceg került a magyar trónra, aki 1439. október 27-én meghalt. Özvegye, a várandós Luxemburgi Erzsébet lett a magyar királynő, de ténylegesen nem uralkodott. Erzsébet ígéretet tett a magyar rendeknek, hogy feleségül megy a magyarul folyékonyan beszélő III. Ulászló lengyel királyhoz. A budai országgyűlés 1440. január 1-én Hédervári Lőrinc nádor javaslatára Ulászlót I. Ulászló néven magyar királlyá választotta, és egy nemesi küldöttség tárgyalásokat kezdett vele a trón elfoglalásának feltételeiről. Az egyik feltétel az volt, hogy vegye feleségül Luxemburgi Erzsébetet.
1440. február 22-én Erzsébetnek fia született, a fiú gyámja Cillei Ulrik magyar főúr lett. László születése gyökeresen megváltoztatta a helyzetet, ui. jogilag ő lett Magyarország királya. Emiatt Erzsébet nem tartotta meg az ígéretét, és nem volt hajlandó feleségül menni Ulászlóhoz. A nemesség egy része azonban úgy vélte, hogy a török veszély miatt Magyarországnak felnőtt királyra van szüksége, ezért továbbra is I. Ulászlót támogatta, és március 8-án meg is egyeztek vele. Ulászló április 21-én érkezett meg seregével Magyarországra.
1440. május 15-én Erzsébet fiát titokban királlyá koronázták V. László néven a Visegrádról titokban elvitt Szent koronával, majd az Ulászló-hívektől tartva elhagyták az országot. Később Erzsébet anyakirályné fiát III. Frigyes német-római császár, a fiú nagybátyja gondjaira bízta.
1440. július 17-én Ulászlót magyar királlyá koronázták egy alkalmi koronával, jogi értelemben érvénytelenül. Ennek ellenére ténylegesen ő lett a magyar király.
1443 második felében Hunyadi János megakadályozta, hogy a II. Tvrtko bosnyák király örököséül kijelölt Cillei Ulrik megszerezze a bosnyák koronát.
1444. november 10-én a várnai csatában eltűnt Ulászló király, és a vele harcoló Hunyadi János fogságba esett. 1446-ban az országgyűlés úgy döntött, hogy ha Ulászló május 31-ig nem kerül elő, V. Lászlót elismerik magyar királynak. III. Frigyes német-római császár azonban nem engedte szabadon a gyermek királyt. Átmeneti megoldásként június 5-én Hunyadi Jánost kormányzóvá választották. 1450-ben a korábban Ulászlót támogató Hunyadi is elismerte V. László trónigényét.
1452-ben a magyar, az alsó-ausztriai, továbbá a cseh és a morva rendek szövetséget kötöttek egymással III. Frigyes ellen. A Bécsújhelyre érkező Frigyesen az egyesült rendek 16 ezer fős hadserege ütött rajta, kikényszerítve V. László kiadását, aki ismét Cillei Ulrik gyámsága alá került.
1453-ban Hunyadi lemondott a kormányzói címről. 1456 augusztus 11-én – három héttel a dicsőséges nándorfehérvári diadal után –
pestisben meghalt. Az 1456. októberi futaki országgyűlésen Cillei Ulrik lett Magyarország kormányzója. Az országgyűlésen Hunyadi László is megjelent, és megígérte, hogy a királyi birtokhoz tartozó Nándorfehérvárt átadja.

### Az opera ideje
1456. november 8-án Cillei a gyámsága alatt álló, 16 éves V. László királlyal és egy 4000 fős sereggel Nándorfehérvárra ment. A királyt és kíséretét beengedték a Hunyadiak várába, de utána leengedték a kaput védő rácsot és felhúzták a hidat. Cillei és a király fegyveres kísérete a váron kívül maradt.
Nem tisztázott, hogyan halt meg Cillei. Egyes vélemények szerint összeszólalkozott Hunyadi Lászlóval, aki megölte. Más vélemények szerint nem valószínű, hogy Cillei – lényegében a Hunyadiak fogságában – fegyverrel támadt volna Hunyadi Lászlóra.

### Később
A hazafelé vonuló V. Lászlón november 23-án Temesváron rajta ütöttek Szilágyi Erzsébet (Hunyadi János özvegye) fegyveresei, és arra kényszerítették, hogy ünnepélyes esküvel adjon amnesztiát a Hunyadi fiúknak.
1457 elején V. László Budára rendelte Hunyadi Lászlót és Mátyást, és az ígéretét megszegve 1457. március 16-án a budai Szent György téren Lászlónak nyilvánosan fejét vétette. Mátyásnak egyelőre megkegyelmezett, és fogolyként magával vitte Bécsbe, majd onnan Prágába. Nem tudni, hogy mik voltak a további tervei vele, mert 1457. november 23-án, három napig tartó rosszullét után az esküvőjére készülő király váratlanul meghalt. Nem érte meg a 18. évét. A király halála után a kiszabadult Mátyást közfelkiáltással királlyá választották.

## Felvételek
- Erkel Ferenc:  HUNYADI LÁSZLÓ: Meghalt a cselszövő. Magyar Állami Operaház  YouTube (2004)  (Hozzáférés: 2016. augusztus 23.) (videó)
- Erkel Ferenc:  HUNYADI LÁSZLÓ: Meghalt a cselszövő. Palcsó Sándor (V. László), Ilosfalvy Róbert (Hunyadi László), vezényel Medveczky Ádám  YouTube (1974)  (Hozzáférés: 2016. augusztus 23.) (videó)
- Erkel Ferenc:  Hunyadi László: Kórusrészlet - „Meghalt a cselszövő”. Magyar Állami Operaház Énekkara, Szabó Miklós (V. László), vezényel Komor Vilmos  YouTube (1966. október 19.)  (Hozzáférés: 2016. augusztus 23.) (audió)
- Erkel Ferenc:  Hunyadi László: Meghalt a cselszövő. Rősler Endre, Udvardy Tibor  Dalszöveg klub (Hozzáférés: 2016. augusztus 23.) (videó)